# Браташ
Браташ (алб. Bratosh) је насељено место у општини Велика Малесија у округу Скадар, Албанија. Према попису из 1989. године било је 590 становника.
Браташ су једно од насеља малисорског племена Кастрати.